# ヘルマン・ボンディ
サー・ヘルマン・ボンディ（Sir Hermann Bondi、ヘブライ語: הרמן בונדי‎‎、1919年11月1日 – 2005年9月10日）は、オーストリア生まれの数学者、宇宙学者。ビッグバン理論に代わりうる定常宇宙論をフレッド・ホイル、トーマス・ゴールドとともに打ち立てたことで最も良く知られているが、近年の一般相対性理論に対する貢献も重要である。バス勲章ナイト・コマンダー勲爵士（KCB）、1959年王立協会フェロー（FRS）選出。

## 生い立ち
ボンディは医師の息子としてオーストリアで生まれた。ウィーンで育ち、ギムナジウム（Realgymnasium）で教育を受けた。彼は幼い頃から数学に特別な能力を見せ、アドルフ・フレンケルによってアーサー・エディントンに紹介された。エディントンは彼にケンブリッジ大学のトリニティ・カレッジで学ぶため、イングランドに来るよう勧めた。彼はオーストリアで起こっていた反ユダヤ主義から逃れて1937年にケンブリッジにやって来た。アンシュルス直前の1938年には両親の危険な立場を知り、すぐにオーストリアを離れるように電報を送った。彼らは何とかスイスに逃げ、後にニューヨークに移住した。
第二次世界大戦の初期、彼はマン島の強制収容所に入れられた。収容者の中には、トーマス・ゴールドやマックス・ペルーツがいた。ボンディとゴールドは1941年末に釈放され、フレッド・ホイルとともにAdmiralty Signals Establishmentでレーダーの研究を行った。1946年に彼はイギリスに帰化した。
1945年から1954年まではケンブリッジ大学で数学を講義した。

## 学問的な仕事
1948年、ボンディはホイル、ゴールドとともに、宇宙は常に膨張しているが、平均密度を維持するために新しい恒星や銀河を作る物質も常に生成しているという定常宇宙論を定式化した。この理論は、宇宙重力波背景放射が発見されるまでは、ビッグバン宇宙理論に対抗しうる唯一の理論であった。
またボンディは重力波の性質を最初に正しく理解した1人であり、ボンディの放射座標やボンディのk計算法、ボンディ質量の概念等を導入し、また影響の大きいレビュー論文を執筆した。さらにリチャード・ファインマンが物理的に意味のある重力波は一般相対性理論から予言されるとし、1955年まで続く議論を引き起こしたSticky bead argumentを有名にしたことでも知られる。ボンディはまた分子雲から恒星やブラックホールが形成される際の物質の降着円盤についての理論にもレイモンド・リットルトンとともに貢献し、ボンディ降着円盤やボンディ放射に名前を残した。
ボンディは1954年にキングス・カレッジ・ロンドンの教授になり、1985年には名誉教授になった。1956年から1964年までは王立天文学会の事務局長を務めた。

## その他の活動
彼は1959年に王立協会のフェローになり、1973年にバス勲章ナイト・コマンダーを受章した。1983年にはアインシュタイン学会ゴールドメダル、1988年には応用数学会ゴールドメダル、そして2001年には王立天文学会ゴールドメダルを受賞した。
1953年に執筆したロンドンの洪水についての彼の論文によって、テムズ川の堤防の建設に繋がった。またセヴァーン川の発電用ダムの建築も推進しているが、このプロジェクトは前に進んでいない。

## 私生活
彼の両親はユダヤ人であったが、彼自身は「宗教の必要性を感じなかった」と述べており、生涯を通じて人道主義者であった。1982年から1999年にはイギリス人道主義協会の会長を務め、1982年からは合理主義者出版連盟の会長も務めた。
ホイルの学生の1人で彼と同様に人道主義運動を行っていた妻のクリスティーンとは1947年に結婚した。2人の息子と3人の娘がおり、娘のリザはフェミニストでエジンバラ大学の地理学の教授である。
ボンディは2005年にケンブリッジで死去した。